# Sommerschafweide mit Baum- und Heckenbeständen in den Gewanden Brühl und Menishalde
Die Sommerschafweide mit Baum- und Heckenbeständen in den Gewanden Brühl und Menishalde ist ein vom Landratsamt Tuttlingen am 8. November 1957 durch Verordnung ausgewiesenes Landschaftsschutzgebiet auf dem Gebiet der Gemeinde Aldingen.

## Lage
Das etwa 32 Hektar große Landschaftsschutzgebiet liegt etwa 1,4 Kilometer südwestlich von Aldingen und 2 Kilometer nordöstlich von Trossingen im Tal des Faultalbachs. Es liegt an der Grenze der Naturräume Baar und Südwestliches Albvorland.

## Landschaftscharakter
Das nördliche Teilgebiet liegt am rechten Hang des Faulbachtals und wird von einer teils mageren Mähwiese dominiert, die oberhalb und unterhalb von Gebüsch eingerahmt wird. Das südliche Teilgebiet liegt ebenfalls rechts des Faulbachs und umfasst zudem das Tal eines rechten Zuflusses mit den Gewannen Weiherhalde und Guldenäcker. Hier befinden sich Magerrasen, Wiesen, Gehölze, ein Weiher und ein landwirtschaftlicher Betrieb im Schutzgebiet.

## Zusammenhängende Schutzgebiete
Die beiden Teilgebiete werden durch das Landschaftsschutzgebiet Sommerschafweide mit Baum- und Heckenbeständen südlich der Straße Trossingen-Aldingen im Gewand Auwasen verbunden. Im Westen grenzt das Landschaftsschutzgebiet Trosselbachtal an.